# Боснійська мова
Босні́йська мо́ва (босн. bosanski jezik), інколи босняцька мова (серб. бошњачки језик, хорв. bošnjački jezik) — стандартизований різновид сербохорватської мови, яким користуються босняки. Боснійська є однією з трьох офіційних мов Боснії та Герцеговини, разом із сербською та хорватською, а також офіційно визнана міноритарною чи регіональною мовою в Сербії, Чорногорії та частково визнаній Республіці Косово.
Для записування мови використовують гаєвицю та сербську кирилицю (історично вживали також арабицю). Серед інших різновидів сербохорватської мова вирізняється значною кількістю запозичень з арабської, османської та перської мов, переважно через взаємодію з цими мовами на ґрунті ісламських зв'язків.
Боснійська мова базується на найбільш поширеному діалекті сербохорватської — штокавському  (конкретніше — на східногерцеговинському), що є основою також хорватської, сербської та чорногорської. До розпаду Югославії ці мови об'єднували терміном «сербохорватська», який зараз вживають щодо спільної граматики, лексики та синтаксису, хоча він часто є контроверсійним для носіїв боснійської. У дипломатичних (іноді також в інших) колах вживають термін сербохорватобоснійська (англ. Serbo-Croat-Bosnian (SCB)) або боснохорватосербська (англ. Bosnian-Croatian-Serbian (BCS).

## Лінгвогеографія

### Ареал і чисельність
За даними видання Ethnologue, боснійською мовою у світі говорять приблизно 1,334 млн осіб, із них:
- у Боснії та Герцеговині — 120 тис. осіб (2014 року);
- у Сербії (здебільшого в Раському окрузі) — 135 тис. осіб (2002);
- у Косово — 28,9 тис. осіб (2011);
- у Чорногорії — 36,7 тис. осіб, з них 33 тис. назвали рідною боснійську мову, 3,6 тис. — босняцьку (2011);
- у Хорватії — 16,86 тис. осіб (2011);
- у Македонії (у громадах Петровець, Скоп'є, Велес і Зелениково) — 8,56 тис. осіб (2002).

Також боснійська мова поширена в низці країн Західної Європи, Туреччині та Північної Америки серед трудових мігрантів, іммігрантів та їхніх нащадків. У Туреччині, за різними оцінками, боснійською розмовляє від 100 до 200 тис. осіб.

### Соціолінгвістичні відомості

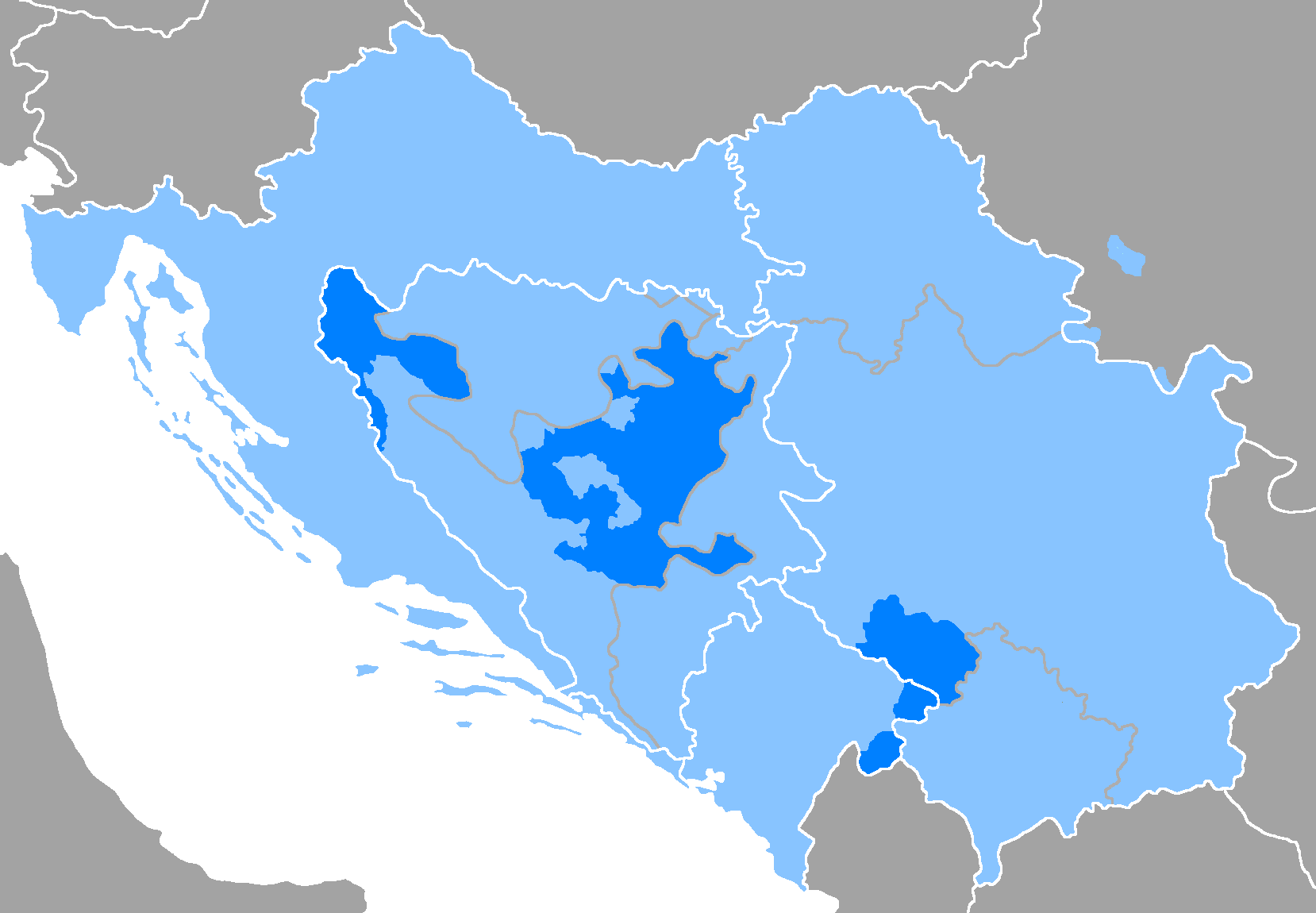
Ареал боснійської мови

Боснійська мова є однією з трьох офіційних мов в Боснії і Герцеговині поряд із сербською і хорватською. Попри декларування в республіці рівноправності офіційних мов, фактично складається диференціація їх використання за етнічно-територіальною ознакою (роздільне навчання, національна орієнтація засобів масової інформації). Відповідно до цього боснійська мова представляє виключно мусульманську (Босняцьку) громаду Боснії і Герцеговини (з урахуванням значної подібності літературних мов і глибших діалектних відмінностей мови носія завжди зіставляється з його національною належністю).
Крім Боснії і Герцеговини боснійська мова має офіційний статус в деяких регіонах Сербії. У декларації Югославії 2006 року про ратифікацію Європейської хартії регіональних мов в число мов, яким гарантується захист і розвиток, включена боснійська. Відповідно до законів про місцеве самоврядування в Сербії, боснійська мова визнана другою офіційною поряд з сербською в декількох громадах Рашського і Златиборського округів історичної області Санджак. Згідно з «Конституційними основами тимчасового самоврядування Косова», прийнятими у 2001 році як основний закон у сербському регіоні Косово, який де-факто є незалежною державою Республіка Косово, всі закони держави публікуються албанською, сербською, англійською, турецькою та боснійською мовами. Боснійська поряд з турецькою і циганською наділена правом визнання офіційною в тому чи іншому регіоні Косова, у якому число носіїв цих мов складає не менше 5 %. Єдиним регіоном, в якому боснійську включили в число офіційних мов (поряд з албанською і сербською), стала з 2008 року громада Драгаш (основне населення громади складають албанці і слов'янсько-мусульманська етнічна група горанці).
Також боснійська є регіональною мовою, законодавчо визнаною в Чорногорії.
У Республіці Сербській з 2005 року замість назви «боснійська мова» (серб. bosanski jezik) Міністерством освіти офіційно введено назву «босняцька мова» (серб. bošnjački jezik). Дане рішення викликало протести місцевого мусульманського населення.

### Мовні особливості

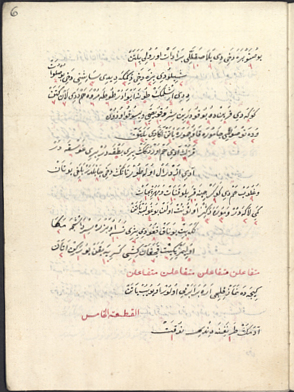
Боснійсько-турецький словник (арабське письмо, 1631)

До основних ознак боснійської літературної норми, що відрізняє її від інших трьох літературних стандартів, які базуються на основах штокавської вимови (сербського, хорватського і чорногорського) відносять:
1. Збереження або вторинна поява приголосної фонеми /h/: bahnuti «несподівано з'явитися» (серб., хорв. Banuti), horiti se «відбиватися» (серб., хорв. Oriti se), hrđa ржавчина (серб., хорв. rđa), hudovica «вдова» (серб., хорв. udovica), mehak, mehka, mehko «м'який», «м'яка», «м'яке» (серб., хорв. mek, meka, meko), sahat «годину», «годинник» (серб., хорв. sat) і т. д.
2. Більш широке поширення тюркізмів і орієнталізм, найчастіше у формі, близькій до форми мови-джерела запозичення: aždaha «дракон», «змій» (серб., Хорв. Aždaja), bašča «сад» (серб. Bašta, хорв. Bašća), findžan «чашка» (серб., хорв. fildžan), kahva «кава» (серб., хорв. kafa/kava), mejdan «площа» (серб., хорв. megdan). Даний тип запозиченої лексики характерний переважно для конфесійної ісламської термінології.
3. Тенденція до зменшення числа сербізмів і збільшення хорватських форм. Водночас частина традиційних сербських форм стійко зберігається: hirurg «хірург» (хорв. Kirurg), okean «океан» (хорв. Ocean), Evropa «Європа» (хорв. Europa), niko «ніхто» (хорв. nitko) і т. д.

У граматиці розбіжності з сербською і хорватською літературними мовами у боснійської мови відсутні.

## Відродження мови в 1990-х роках
Внаслідок війни, що тривала на території Боснії та Герцеговини після розпаду СФРЮ, в мультиетнічному суспільстві державотворчу функцію отримали мусульмани — специфічне національне утворення, вперше законодавчо оформлене у Конституції СФРЮ 1974 року. Для потреб нової держави розбудовується власна літературна мова — боснійська, яка повинна відігравати роль об'єднавчого чинника.
Владою республіки проводяться заходи з пропаганди боснійської мови як державної. Інформація про заснування «Матиці боснійської» (відповідно до відомих осередків культурної, просвітницької та наукової діяльності у СРЮ — «Матиця сербська» та в Хорватії — «Матиця хорватська»). Побачив світ підручник «Боснійська мова» автора Сенахіда Халіловича, виданий у місті Сараєві у 1991 році видавництвом «Боснійське коло». В анотації зазначено, що у цій книзі «…йдеться про мову, яку давні боснійці, босанці або бошняці називали боснійською або бошнячкою мовою, давши їй своє імення та ім'я своєї країни». Книга містить п'ятнадцять вибраних творів, написаних боснійською мовою, автори яких не тільки фахівці-мовознавці, але й відомі письменники, публіцисти, історики та інші.
Вийшли такі видання, як «Граматика боснійської мови» (перевидання підручника 1890 року, Сараєво, 1996 рік), книги «Боснія, боснійство та боснійська мова», «Боснійська мова у 100 запитаннях та 100 відповідях» (автор Джевад Яхич, видавництво «Матиця боснійська», 1999 рік), «Боснійський народ та його мова» (автор Джевад Яхич, видавництво «Лілян», 1999 рік), «Інтерпункція у теорії та практиці боснійської, хорватської та сербської мови» (автор Мустафа Аянович, видавництво «Боснійська книга», 1997 рік) тощо.